# Mercedes-Benz SLR McLaren
.
Mercedes-Benz SLR McLaren este o supermașină făcută de Mercedes-Benz în Surrey, Anglia.
Acest model Mercedes-Benz s-a nascut in urma unui parteneriat cu renumita companie britanica de curse McLaren. Introdus in 2003, SLR a combinat ce este mai bun din ambele lumi - luxul si rafinamentul unui Mercedes cu performanta si manevrabilitatea unui McLaren.